# 華璉
華璉（1465年—？），字商器，浙江紹興府餘姚縣人，民籍，明朝政治人物。

## 生平
成化十九年（1483年）癸卯科浙江鄉試第六十二名舉人。成化二十三年（1487年）中式丁未科會試第二百六十二名，三甲第一百七十六名進士。授舒城县知县，弘治九年（1496年）六月擢授都察院理刑知县，十年八月實授河南道监察御史，十六年巡按廣東，正德四年（1509年）升淮安府知府，五年十一月升四川布政司右参政，十年十月升四川按察使，十三年升四川右布政使，十四年二月轉左布政使，十五年六月考察以有疾致仕。

## 家族
曾祖華孟學，國子監學正；祖父華冕，訓導；父華麟，母孫氏。重庆下。弟珏、瑶、璡。